# Kováts Katalin
Kováts Katalin (ismert Smidéliusz Katalinként is) (Budapest, 1957. október 16. –) nyelvész, matematikus, magyar származású Hollandiában élő eszperantista.

## Életútja
Pilisszentlászlón (1964 -1970) és Szentendrén (1970-1972) végezte alapiskoláit. A szentendrei Móricz Zsigmond Gimnáziumba járt 1972-1974 között speciális matematika szakon, majd a Martos Flóra Gimnáziumba 1974-1976, ott angol szakos volt.
Szombathelyen a Berzsenyi Dániel Tanítóképző Főiskolán szerzett orosz nyelv és matematika szakos tanári diplomát 1980-ban. Az Eötvös Loránd Tudományegyetem Bölcsészettudományi Karon interlingvisztikai tanulmányokat folytatott eszperantó nyelv és irodalom szakon 1987-1990. Olasz nyelv és irodalom tanári diplomát szerzett a szombathelyi Tanítóképző Főiskolán 1994. Filológiai doktori címet szerzett az Eötvös Loránd Tudományegyetemen 1996-ban Budapesten.
1980 és 1986 között budapesti és Vas megyei általános iskolákban tanított orosz nyelvet és matematikát. 1986-tól a Berzsenyi Dániel Tanítóképző Főiskolán tanított orosz és olasz nyelvet, majd az egyetemi fakultázson alkalmazott nyelvészetet és metodikát. Alapítója és vezetője volt a Berzsenyi Főiskola eszperantó szaknak 1990-1994.
2001-ben elhagyta a katedrát és Magyarországot, Hollandiába költözött. Még ebben az évben létre hozta a www.edukado.net weboldalt, annak vezetője és szerkesztője.

### Családja
Az első házasságából született fia, Bence 1981 és lánya, Petra 1985. 2001-ben ment férjhez másodszor a francia származású Sylvain Lelarge-hoz. Ebből a házasságából született Martin 2001-ben.

### Eszperantó vonatkozású tevékenysége
Létrehozta a www.edukado.net oldalt 2001-ben; segédszerkesztője az Internacia Pedagogia Revuo (IPR) újságnak (1995-2006); munkatársa a Monato újságnak (1994-2005); hivatalos vizsgáztatója az UEA/ILEI vizsga bizottságnak, alelnöke volt az ILEI vizsga bizottságának (2000-2006) között; tagja az Akademio de Esperanto bizottságának 2007 óta; 2009 óta vezetője az UEA vizsga bizottságának.

## Díjak, elismerések
- Deguĉi-díj - 2018
- Az Eszperantó Kultúráért-díj - 2016
- Az év eszperantistája - 2010
- Ada Fighiera-Sikorska - díj - 2009
- Kiváló eszperantó mozgalmi tevékenységéért oklevél - 2008[2]

## Munkái
- «Ĉu vi aŭdis, ke... ?»
- Memorlibro omaĝe al Andreo Cseh
- Kunaŭtoro kaj eldoninto de Poŝamiko
- Manlibro pri instruado de Esperanto, kolektiva verko, redaktis Katalin Kováts, Espero / ILEI - Partizánske / Hago, Junio 2009, ISBN 9788089 366057
- Stelsemantoj en la ora nordo
- Multaj artikoloj en i.a. Internacia Pedagogia Revuo - IPR kaj revuo Esperanto

## Társasági tagság
- Eszperantó Akadémia - AdE

## Fordítás
- Ez a szócikk részben vagy egészben  a   Katalin Kováts című eszperantó Wikipédia-szócikk ezen változatának fordításán alapul.  Az eredeti cikk szerkesztőit annak laptörténete sorolja fel. Ez a jelzés csupán a megfogalmazás eredetét és a szerzői jogokat jelzi, nem szolgál a cikkben szereplő információk forrásmegjelöléseként.